# بيلوكة
بيلوكة هي قرية في مقاطعة سردشت، إيران. يقدر عدد سكانها بـ 167 نسمة بحسب إحصاء 2016.